# Pachydema vestita
Pachydema vestita är en skalbaggsart som beskrevs av Joseph Henri Adelson Normand 1949.
Pachydema vestita ingår i släktet Pachydema och familjen Melolonthidae. Inga underarter finns listade i Catalogue of Life.